# Arsinoé I.
Arsinoé I. (starořecky: Ἀρσινόη, 305 př. n. l. – asi po 248 př. n. l.) byla egyptská královna sňatkem s Ptolemaiem II. Filadelfem.

## Život
Arsinoé I. byla druhá dcera a nejmladší dítě krále Lýsimacha a Nikaie Makedonské. Mezi její starší sourozence patřili Agathoklés a Eurydika. Její předkové byli mocní – její dědeček z otcovy strany byl Agathoklés z Pelly, šlechtic a současník krále Filipa II. Makedonského. Její dědeček z matčiny strany byl regent Antipatros. Arsinoé I. sdílela jméno se svou babičkou, i když není známo, zda to byla matka Lýsimacha nebo Nikaie, protože obě ženy zůstávají ve starověkých pramenech nejmenovány. O jejím životě před svatbou se ví jen málo.

### Královna
Mezi lety 289/88 a 281 př. n. l. se provdala za svého vzdáleného bratrance z matčiny strany, Ptolemaia II. Filadelfa, faraona Ptolemaiovského království. Manželství bylo součástí Ptolemaiova spojenectví s jejím otcem proti Seleukovi I. Níkátórovi. Svým sňatkem se stala královnou Ptolemaiovského království. Společně měla s Ptolemaiem tři děti: Ptolemaia III. Euergeta, Lýsimacha Egyptského a Bereniku. Mezi lety 279 až 274/3 př. n. l. přijela do Egypta Ptolemaiova sestra, Arsinoé II. Filadelfa. Provdala se za Lýsimacha, a byla tedy nevlastní matkou a švagrovou Arsinoé I. Po smrti Lýsimacha se provdala za svého nevlastního bratra Ptolemaia Kerauna, ale po sporu uprchla do Egypta. Brzy po jejím příjezdu byla proti Arsinoé I. vznesena obvinění ze spiknutí s cílem zavraždit Ptolemaia II.
Ptolemaios II. ji usvědčil ze spiknutí, zavrhl a vyhnal do Koptu v Horním Egyptě. Je chronologicky pravděpodobné, že tyto události souvisely také s vyhnanstvím jeho neteře Theoxeny, protože Theoxena byla poslána na Thebaid, možná také do Koptu.
Poté se oženil se svou sestrou Arsinoé II. a po její smrti byly jeho děti s Arsinoé I. oficiálně považovány za děti Arsinoé II.

### Pozdější život
Arsinoé I. žila v exilu dvacet let. Během té doby žila ve velké nádheře a požívala značné výsady, protože byla bývalou manželkou faraona. Její první syn s Ptolemaiem II. se po smrti svého otce stal faraonem.
V Koptu byla nalezena stéla, na které se o ní píše. Text ji nazývá „manželkou krále“, ale její jméno není v královské kartuši, jak bylo zvykem u egyptské královny.

## Potomci
- Ptolemaios III. Euergetés
- Lýsimachos
- Berenika Fernoforus, provdaná za syrského krále Antiocha II. Thea